# Суль (Сілезьке воєводство)
Суль (пол. Sól) — село в Польщі, у гміні Райча Живецького повіту Сілезького воєводства.
Населення — 1750 осіб (2011).

## Демографія
Демографічна структура станом на 31 березня 2011 року:
|          | Загалом | Допрацездатний вік | Працездатний вік | Постпрацездатний вік |
| -------- | ------- | ------------------ | ---------------- | -------------------- |
| Чоловіки | 863     | 165                | 601              | 97                   |
| Жінки    | 887     | 186                | 490              | 211                  |
| Разом    | 1750    | 351                | 1091             | 308                  |